# Пінд
Пінд (грец. Πίνδος) — гірське пасмо в Греції (північне передгір'я в Албанії), яке відділяє Фессалію від Епіру. За міфологією, Піндом володів Аполлон. У переносному значенні Пінд — оселя поезії.
Гірський масив розташований на півночі Греції і на заході Балканського півострова. Довжина близько 200 км із найвищою точкою Смолікас (2637 м). Розташований між Фессалією й Епіром, на південний захід від хребта Бора-Даг. Складається з декількох хребтів, розділених глибокими річковими долинами, серед яких гірське пасмо Тімфі.
Складений переважно вапняками, сланцями, пісковиками. Розвинений карст. Пінд є вододілом південної частини Балканського півострова між сточищем Егейського й Іонічного морів, від озера Охрид на південь.
На схилах Пінда — субтропічні (середземноморські) чагарники, змішані і хвойні ліси. Національні парки: Пінд і Вікос-Аоос.